# Misopates orontium
Misopates orontium, conmúmente llamado becerrilla o dragoncillo, entre otros, es una especie de planta herbácea del género Misopates de la familia Plantaginaceae.

## Etimología
- Misopates: del Latín Misópates, -is y este del Griego misopathés, -oûs.  En el Pseudo Dioscórides, es otro nombre para el ōkimoeidés; en este caso, planta de hojas semejantes al ´ōkimon (albahaca, Ocimum basilicum). Sin más fundamento, algunos autores suponen que dicha planta es la Silene gallica, y otros la Saponaria ocymoides. Evidentemente, en la creación del género botánico su autor, Rafinesque, actúa con arbitrariedad, como acostumbra.[1]
- orontium: del Latín orontes, -ium, pueblo de Mesopotamia y río de la actual Siria (Río Orontes); lo que no deja de ser extraño, pues Linneo en su diagnosis original cita como locus tipicus "Europae agris et arvis", o sea "Campos y cultivos de Europa"; aunque también es verdad que la especie está presente en dicha región de Oriente Medio, Siria constituyendo prácticamente el límite oriental de su distribución nativa.[2]

## Descripción
Planta anual, de 20-60 (y hasta 90) cm de altura, herbácea, erecta, poco ramificada, por abajo glabra o de vellosidad áspera, por arriba con pubescencia glandulosa. Hojas inferiores opuestas, las superiores frecuentemente alternas, lineares hasta oblongo elípticas, de 2-5 cm de largo y hasta 7 mm de ancho, afiladas, de márgenes enteros, cortamente pecioladas. Inflorescencias en racimos laxos, terminales. Cáliz dividido en 5 partes, con dientes  desiguales. Corola de hasta 15 mm de largo, rosa, raramente blanca, bilabiada, con labio superior bilobado. El inferior trilobado. Tubo corolino cerrado por 2 prominencias del labio inferior, peludas y ligeramente dilatado por la base. Los 4 estambres están encerrados en el tubo corolino y el Ovario es súpero. El Fruto es una cápsula ovalada, con prominencias, glandulosa, con 3 poros (los 2 del lóculo inferior dehiscentes, y aquel del lóculo superior indehiscente o de dehiscencia tardía). Semillas milimétricas.

## Hábitat
Cultivos, baldíos y arcenes; siempre en suelos algo nitrificados.

## Distribución
En el Mediterráneo y hasta Europa central.

## Sinónimos
- Agorrhinum orontium (L.) Fourr.
- Antirrhinum arvense Bubani nom. illeg.
- Antirrhinum breviflorum Gilib. nom. inval.
- Antirrhinum calycinum var. rubra Hoffmanns. & Link
- Antirrhinum craniolare Stokes
- Antirrhinum elegans Ten.
- Antirrhinum gibbosum Wall.
- Antirrhinum humile Salisb.
- Antirrhinum indicum Royle ex Ball
- Antirrhinum orontium L., Sp. Pl., 2: 617, 1753 - basiónimo
- Antirrhinum orontium var. chrysothales Pau
- Antirrhinum orontium f. elegans (Ten.)Bég.
- Antirrhinum orontium var. foliosum J.A.Schmidt
- Antirrhinum purpureum Dulac nom.  illeg.
- Orontium calycinum Pers.[4]

## Nombres comunes
Castellano: becerra (2), becerra yerba (2), becerrilla (3), becerrilla de los panes (2), becerrilla dura (2), cabeza de ternera (2), conejito (2), conejitos (2), dragoncillo (3), flor de sapo, flor del sapo, neguilla, tártagos (2), zapatón. Entre paréntesis, la frecuencia del nombre en España.